# Frauenberg (Nahe)
Pour les articles homonymes, voir Frauenberg (homonymie).
Frauenberg est une municipalité allemande située dans le land de Rhénanie-Palatinat et l'arrondissement de Birkenfeld. Elle fait partie de la communauté de communes de Baumholder.

## Géographie
La localité est située sur la Nahe supérieure, entre le Westrich et le Hunsrück.
Au sud se trouve Reichenbach, à l'ouest Sonnenberg-Winnenberg, au nord Idar-Oberstein et à l'est le terrain d'entraînement militaire de Baumholder.

## Histoire
Sur le Nahekopf se trouvait un rempart celtique. La première mention de Frauenberg dans un document date de 1327, lorsque Loretta von Sponheim s'installa dans le château de Frauenburg situé à proximité. Le village devint le siège de l'office de Frauenburg de Sponheim, qui comprenait également les villages de Reichenbach, Ausweiler, Winnenberger-Hof, Hammerstein, Homricher-Hof, Nohen et Rimsberg. L'office fut dissous en 1570, alors qu'environ 8 familles vivaient à Frauenberg, et rattaché à l'office de Birkenfeld. Le village de Tal-Frauenberg avait été abandonné par ses habitants après les ravages de la guerre de Trente Ans. En 1673, il est fait mention d'une attaque de soldats français contre le château de Frauenburg qui, bien que partiellement en ruine entre-temps, servait de refuge à la population des environs. En 1682, trois familles résidentes sont à nouveau documentées. En 1761, le nombre d'habitants était passé à une centaine, mais une crue de la Nahe a détruit leurs maisons ou les a rendues inhabitables et les habitants sans abri ont dû être relogés. 11 familles s'installèrent à Neu-Frauenberg, 9 familles au Sonnenberg. La situation actuelle des localités sur le versant s'explique par le fait que l'on voulait être à l'abri de nouvelles inondations.
En 1816, Frauenberg fut rattaché à la principauté de Lichtenberg, une enclave de Saxe-Cobourg-Gotha, tandis que le village voisin de Sonnenberg, situé sur l'autre rive de la Nahe, fut rattaché à la principauté oldenbourgeoise de Birkenfeld. En 1834, la principauté de Lichtenberg et donc aussi Frauenberg devinrent prussiennes par un traité d'État. En 1860, l'ouverture du chemin de fer de la vallée de la Nahe marqua le début de l'ère ferroviaire dans la région, où la gare de Sonnenberg fut inaugurée en 1880. En 1910, 241 personnes vivaient déjà à Frauenberg. À la fin de la Première Guerre mondiale, le territoire de la Sarre fut créé en tant que territoire administré par la France, auquel furent également rattachées des parties du district de St. Wendel, dans lequel se trouvait Frauenberg. La localité elle-même resta cependant dans la partie du district restée en Prusse, qui fut dès lors appelée « Restkreis Sankt Wendel-Baumholder ». En 1937, ce district fut finalement absorbé par le district de Birkenfeld. La même année, dans le cadre des préparatifs de guerre nazis, la construction du terrain d'entraînement militaire de Baumholder a commencé. Frauenberg a dû céder environ 40 hectares de son territoire pour ce projet, qui marque encore la région aujourd'hui. En 1939, Frauenberg comptait 350 habitants.
Après la Seconde Guerre mondiale, Frauenberg se trouvait dans la zone d'occupation française et faisait partie du nouveau Land de Rhénanie-Palatinat. Le nombre d'habitants était de 356 en 1950, est passé à 390 en 1961, s'est maintenu à 382 en 1970, puis, accompagné par la création de nouvelles zones d'habitation dans le village, est passé à 468 en 1982 et à environ 500 en 1986. Comme à Idar-Oberstein, non loin de là, l'industrie de la bijouterie était très importante à Frauenberg ; les ateliers de taille d'agate, de pierres précieuses et de pierres étaient principalement gérés par de petites entreprises familiales. En revanche, l'agriculture jouait un rôle moins important dans la localité, surtout en raison de la structure agricole défavorable du territoire communal, essentiellement boisé. L'aménagement de routes goudronnées à l'intérieur de la localité ainsi que la liaison avec Idar-Oberstein ont eu lieu dans les années 1960. D'autre part, l'école primaire de Frauenberg et ses huit classes ont été supprimées, de sorte que les enfants fréquentent depuis lors l'école de Sonnenberg. En 1979, une station d'épuration biologique a été mise en service. L'ancien bâtiment scolaire a été transformé en 1986/1987 en une maison communale du village.

## Population
L'évolution du nombre d'habitants de Frauenberg, les valeurs de 1871 à 1987 se basent sur les recensements :
| 1815 | 1835 | 1871 | 1905 | 1939 | 1950 | 1961 | 1970 | 1987 | 2005 | 2022 |
| ---- | ---- | ---- | ---- | ---- | ---- | ---- | ---- | ---- | ---- | ---- |
| 88   | 130  | 203  | 242  | 350  | 356  | 390  | 382  | 478  | 444  | 371  |

## Politique

### Maire
Karl-Heinz Thom est devenu maire de Frauenberg le 17 avril 2023. Il a été réélu par le conseil en 2024.
Ses prédécesseurs étaient :
Patrick Kielburger : 2019 à 2023,,
Dirk Schröter : de 2012 à 2019.

### Armoiries
Le damier dans la partie supérieure de l'écu fait référence à l'appartenance au comté de Sponheim. Dans la partie inférieure est représentée la comtesse Loretta von Sponheim, qui avait sa résidence de veuve au château de Frauenburg.

## Culture
Les ruines du château de Frauenburg, situé à proximité, ont été mentionnées pour la première fois en 1330.
Le Klausfelsen s'élève à 28 mètres au-dessus d'un woog de la Nahe.

## Économie et infrastructure
La route fédérale 41 passe au nord et l'autoroute fédérale 62 au sud.
Une gare de la ligne ferroviaire Bingen-Saarbrücken se trouve à Idar-Oberstein.